# Forma ad arco
Nella musica la forma ad arco è una struttura a sezioni di un brano musicale basato sulla ripetizione, in ordine inverso, di tutte o la maggior parte delle sezioni musicali, in modo tale che la forma complessiva sia simmetrica, spesso attorno a un movimento centrale. Le sezioni non devono essere ripetute alla lettera ma devono almeno condividere materiale tematico.

## Descrizione
Essa crea interesse attraverso l'interazione tra "memoria, variazione e progressione". Sebbene la forma appaia statica e neghi il progresso, le coppie di movimenti creano un "processo non direzionale" con il centro, e la forma "in realtà genera specifiche possibilità espressive che altrimenti non sarebbero disponibili per il lavoro nel suo insieme".
Béla Bartók è noto per il suo uso della forma ad arco, ad esempio nel suo quarto e quinto quartetto per archi, il Concerto per orchestra, la Musica per archi, percussioni e celesta, il secondo concerto per pianoforte e, in misura minore, nel suo secondo concerto per violino. Anche l'Adagio per archi di Samuel Barber e il Quartetto per archi n. 8 in do minore di Šostakovič usano la forma ad arco.
La forma ad arco più popolare è ABCBA.